# Златна орфичка књига
Златна орфичка књига (буг. Златна орфическа книга) јесте трачки златни артефакт који се састоји од 6 увезаних листића укупне тежине 100 грама, величине од 5 до 4,5 цм, израђен од 23,82-каратног злата.
Садржај књиге је везан за орфизам, који је постојао у трачком и хеленском свету. Илустрације свештеника, јахача, сирене, харфе и војника, као и натписи на етрурском, наговештавају процес сахране аристократе, посвећеног култу орфизма. Књигу је изложена у Националном историјском музеју у Софији.
Старост је процењена на 500—600 пне.